# Biserica fortificată din Archita
Biserica evanghelică fortificată din Archita, județul Mureș, a fost construită în secolul al XIII-lea. Figurează pe lista monumentelor istorice 2010, cod LMI MS-II-a-A-15596.

## Localitatea
Archita (în dialectul săsesc Ärkeden, Ârkeden, Arkedn, în germană Arkeden, Erkeden, în maghiară Erked) este o localitate în județul Mureș, Transilvania, România.
Așezarea este situată între localitățile Saschiz și Beia și are denumirea germană Arkeden, nume care ar putea proveni de la toponimul maghiar Erked sau de la un antroponim germanic (Archo sau Ercho). Numele de Archita este prima oară menționat în anul 1356 sub forma Ercud. Localitatea a fost fondată de sași în preajma anului 1200, după strămutarea coloniștilor secui care ocupau aceste meleaguri.
Se presupune că primele fortificații ridicate de către săteni au început din anul 1200 și ele ar fi fost reprezentate de către o cetate de pământ situată pe locul denumit astăzi "Dosul Cetății". De asemenea au mai fost descoperite menționări documentare din secolul al XIV-lea și al XV-lea. De la înființarea acestei comunități săsești, Archita a aparținut de Scaunul Sighișoarei din 1324 până în 1876, ea fiind o comună liberă în tot acest timp. O conscripție făcută la sfârșitul secolului al XV-lea și începutul celui de al XVI-lea, prezintă înscrisuri în care se menționează existența în localitate a 125 de gospodării care însumau circa 650 de locuitori. Conform următoarelor conscripții de la sfârșitul secolului al XVII-lea se știe că existau 100 de proprietari și șapte păstori români sau unguri, iar la începutul secolului al XVIII-lea se menționează existența a primelor 10 familii de țărani de origine română. Pe toată perioada studiată în documetele vremurilor se poate spune că numărul etnicilor maghiari a fost unul foarte scăzut. În anul 1987 trăiau 911 sași, iar în 2005 doar unul singur.

## Biserica
Ansamblul fortificației și a bisericii din Archita este poziționat în centrul satului și se află într-o stare de conservare bună ținînd cont de vechimea sa. Fortificațiile se compun dintr-o incintă dublă și șase turnuri cu rol de apărare, din cele nouă care au fost inițial ridicate. Construcția bisericii a început de la o bazilică romană cu trei nave care se afla în mijlocul incintei, bazilică fără turn care a fost datată în ultima pătrime a secolului al XIII-lea. Modificările ulterioare, făcute în jurul anului 1500, au transformat-o într-o biserică gotică de tip hală. Tot în această perioadă s-a început și fortificarea ei.
Modificările se structură au presupus demolarea navelor laterale prevăzute cu bolți în cruce pe ogive. Urme ale acestei demolări se regăsesc în partea nordică a bisericii, între contraforți și peretele principal al navei. Se mai păstrează din veche biserică cele patru arcade semicirculare care apar în ziua de azi închise cu cărămidă sau pietre pentru constituirea peretelui navei centrale. Odinioară aceste arcade erau deschise spre navele colaterale. Imediat demolării navelor colaterale, s-a ridicat un nivel de apărare prin înălțarea navei centrale.
Clopotnița bisericii a fost edificată înaintea fortificării, probabil în secolul al XIV-lea, ea având parterul izolat prin îngroșarea zidului cu unul de cărămidă lat de circa un metru. Scutirea de impozite ce apare în documentele vremii în jurul anului 1500, mai precis în 1504, indică probabilitatea ca fortificarea bisericii să fi fost făcută în acea perioadă. Tot atunci, este posibilă amenajarea în zidul vestic a galeriei ce duce la etajul al doilea al turnului. La acest nivel exista o vatră unde echipele de apărare ale bisericii fierbeau apa sau păcura folosită la gurile de turnare vizibile și azi în pereții turnului. La catul al treilea se găsește intrarea care duce la etajul de apărare de deasupra bisericii. Restul de etaje ale turnului clopotniță au prevăzute platforme din bârne și pot fi văzute câte trei metereze pe fiecare latură. După modelul turnurilor din Țara Bârsei, în anul 1802 turnul a fost refăcut, arătând astăzi o față nouă cu un acoperiș piramidal și un post de observație sub o forma unei galerii din lemn.
Prin construirea unei bolte gotice în locul vechii bolte în cruce de deasupra corului și a tavanului plat al navei centrale, nivelul de apărare de deasupra corului și a navei este inchis astăzi pe trei laturi. O dată cu apariția armelor de foc, meterezele au fost modificate sub formă de gaură de cheie, ele putând fi văzute pe peretele nivelului de apărare, pe pereții navei sau deasupra bolții. Intrarea în biserică se află pe latura de sud și a fost împodobită cu o cornișă cu denticuli și cu baghete încrucișate pe colțuri. Toate aceste elemente sunt specifice Renașterii și stilului goticului târziu. De latura nordică a fost alipită o sacristie ce este inclusă în navă prin demolarea peretelui despărțitor. Sacristia avea o boltă în cruce pe ogive cu nervuri.

## Fortificația
Dubla incintă ce include drumul de strajă al curtinelor exterioare, prezintă o formă dreptunghiulară ce este o caracteristică a fortificaților ridicate în secolul al XVI-lea. Cele nouă turnuri au fost poziționate pe colțurile incintelor. Zidurile incintelor au o înălțime de circa șapte metri, drumul de strajă aflându-se la înălțimea de patru metri, sprijinit pe console de lemn. De-a lungul timpului meterezele au fost zidite aproape în totalitate. Turnurile comunicau cu curțile interioare prin intrări aflate fie pe drumul de strajă, fie prin scări mobile.
În ziua de astăzi se mai păstrează intact drumul de strajă al incintei exterioare precum și meterezele sale distanțate una de alta la circa 3 - 4 metri. Turnul sud - vestic dotat cu două mici ferestre la catul al doilea si al treilea, a fost cândva locuit și mai conservă azi o galerie din lemn. În partea vestică era turnul porții care avea nivelurile superioare cu destinația de locuință. Intrarea era protejată cu o hersă.
În partea de nord se regăsește casa paznicului alipită de incintă, iar în sud se află primăria veche care are ieșirea spre stradă prin intermediul unei balustrade de coloane ce sprijină acoperișul.
Acoperișurile ansamblului au fost reparate în secolul al XX-lea și în cursul secolului precedent au fost refăcute și consolidate de multe ori turnurile și curtinele.

## Galerie de imagini

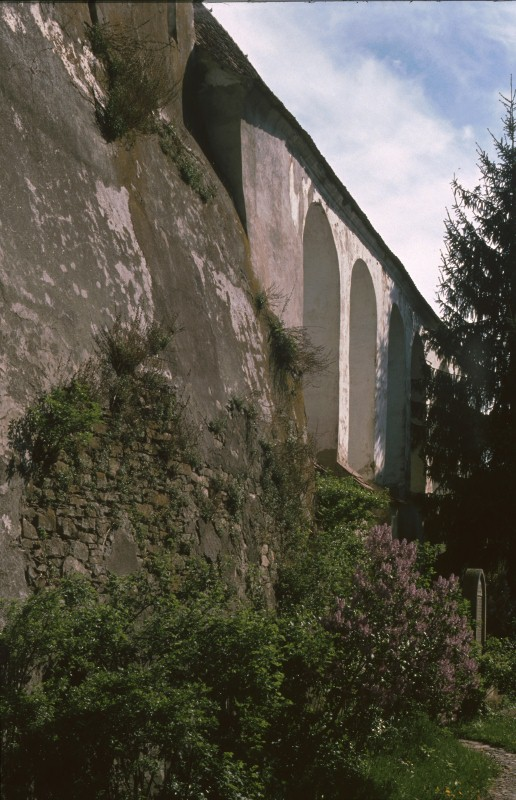
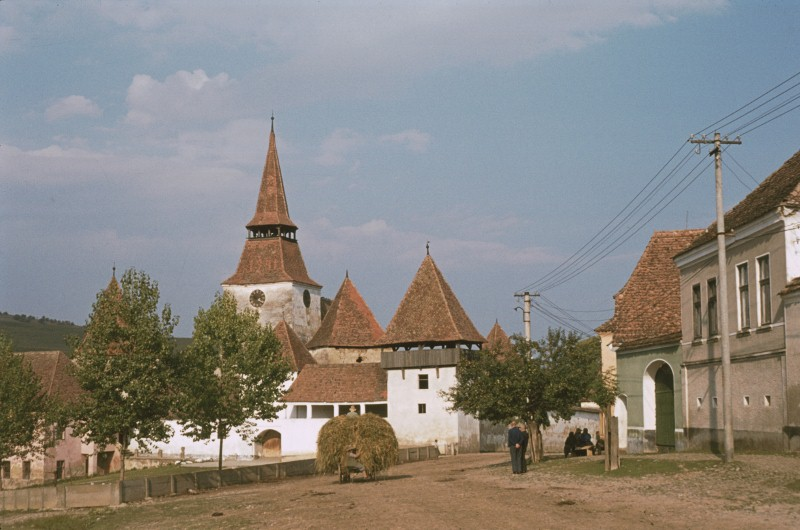
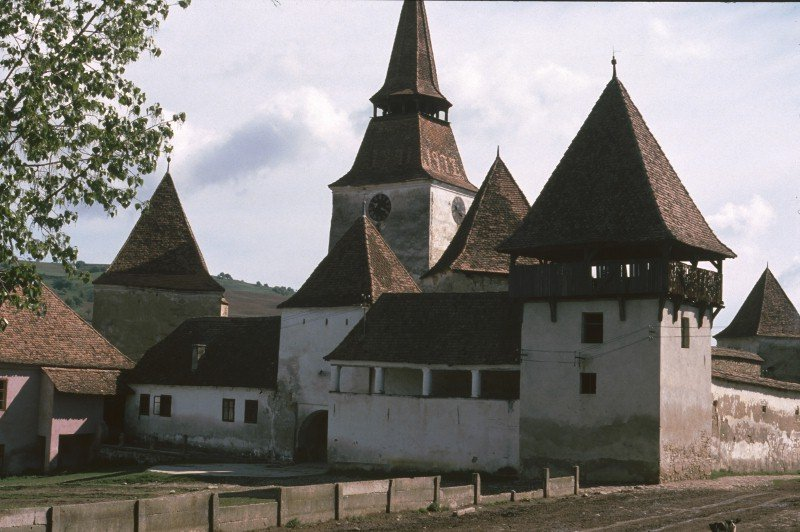
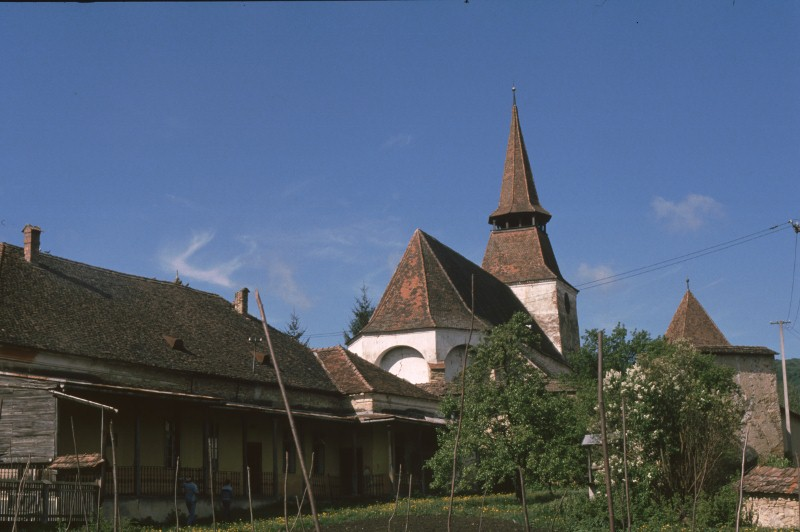
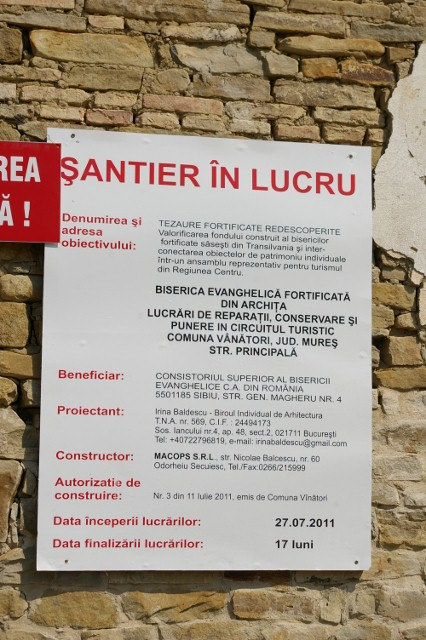
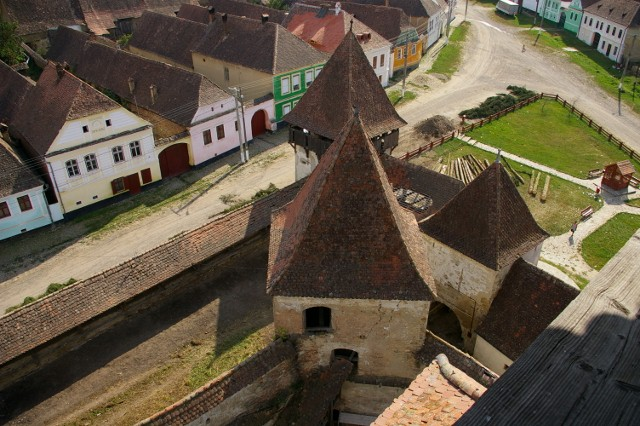
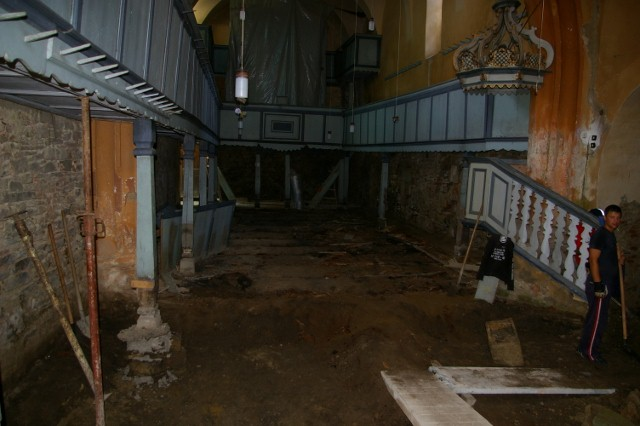
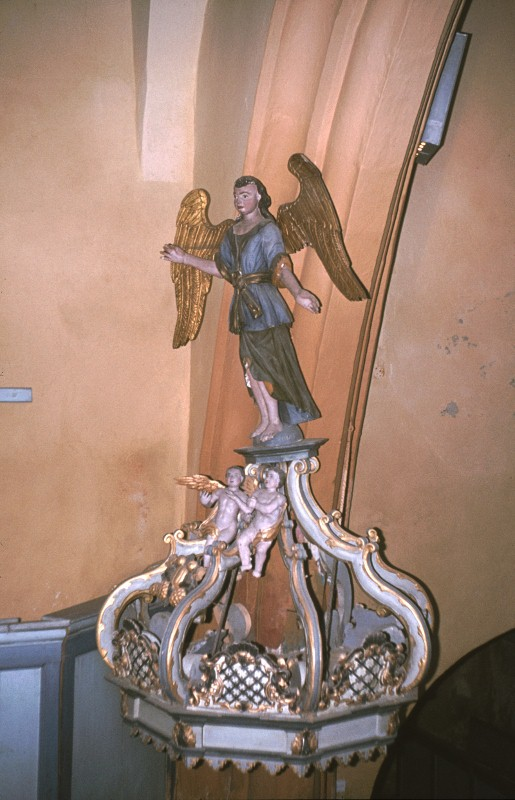
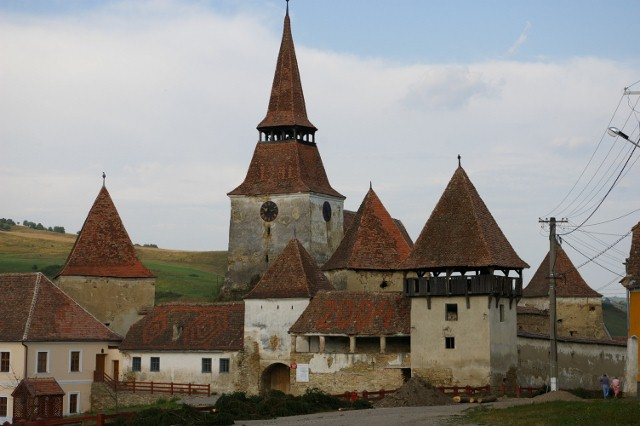
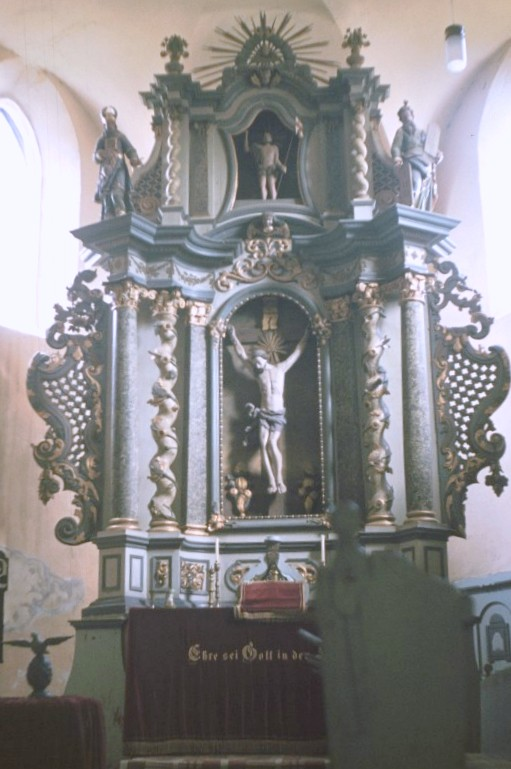
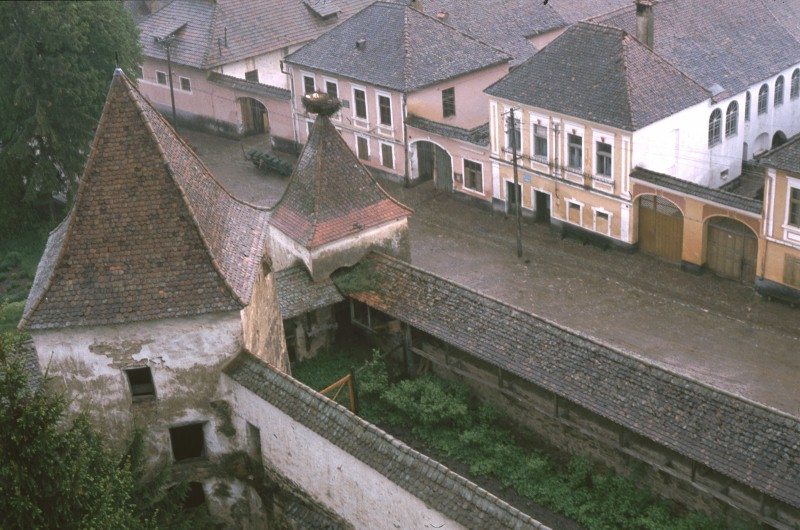
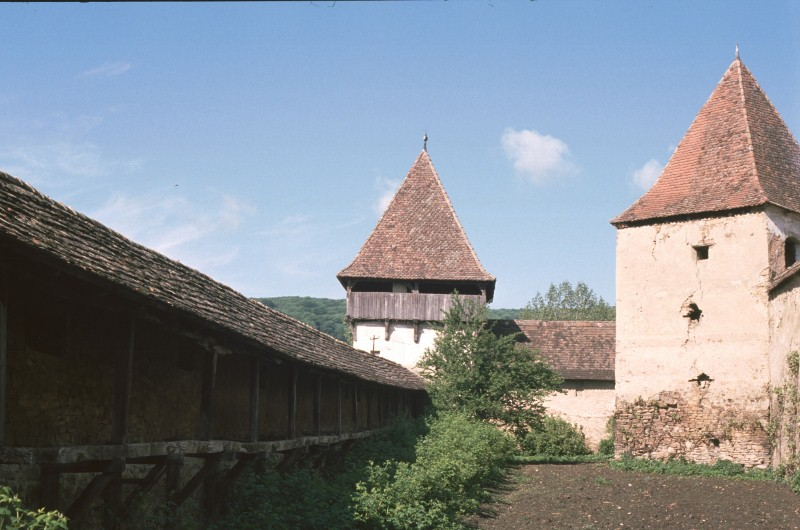
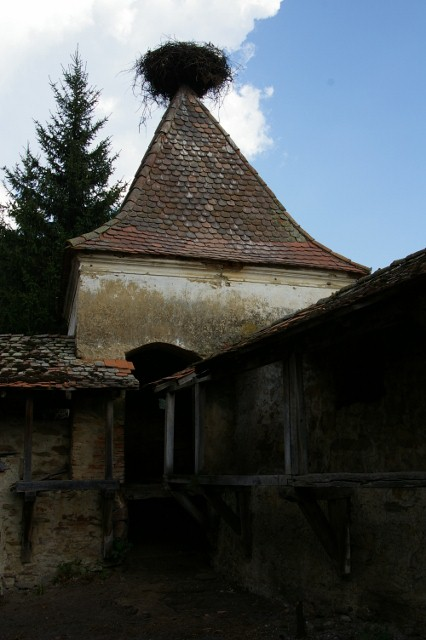
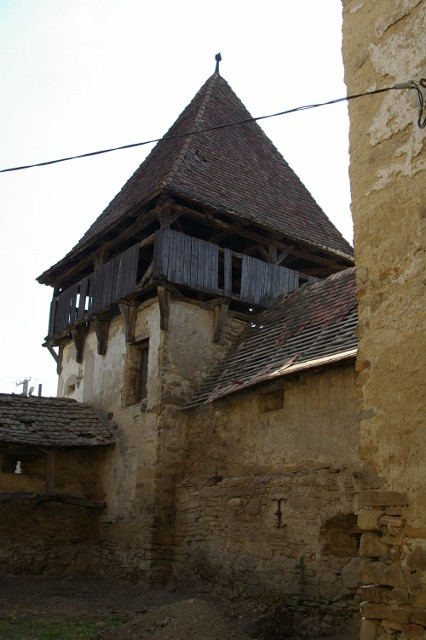
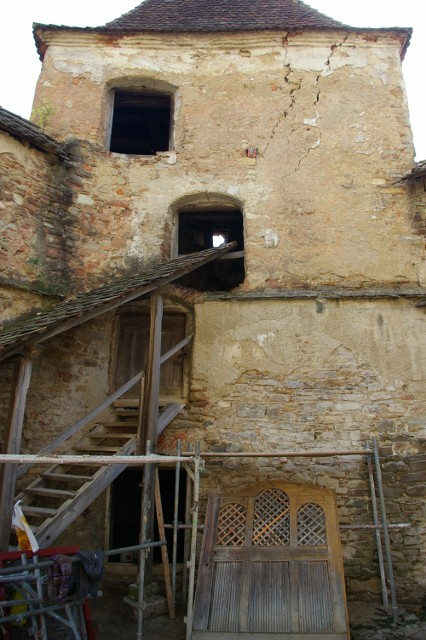
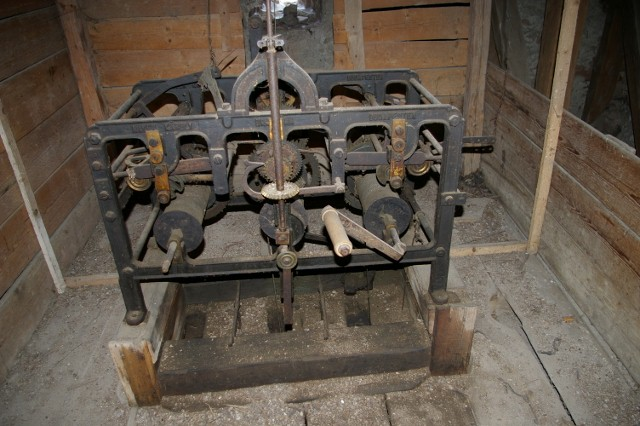
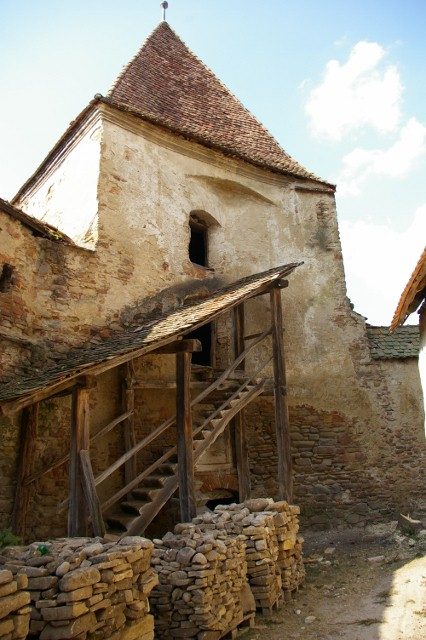